# Брико Ферери (Кунео)
Брико Ферери је насеље у Италији у округу Кунео, региону Пијемонт.
Према процени из 2011. у насељу је живело 46 становника. Насеље се налази на надморској висини од 269 м.